# America FC (Rio de Janeiro)

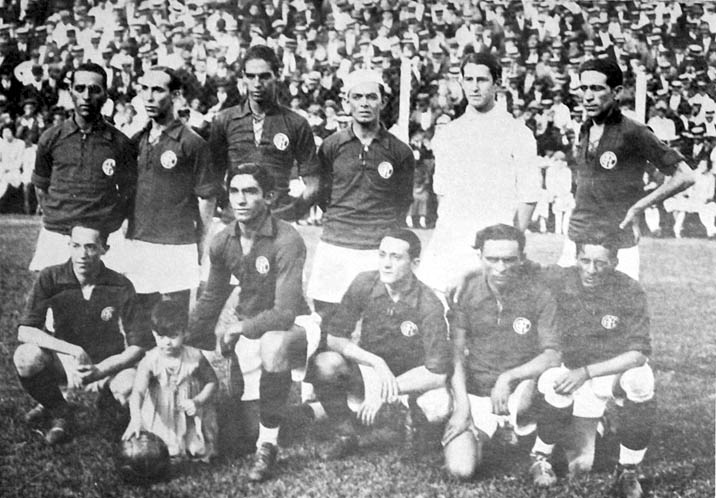
Team van 1929

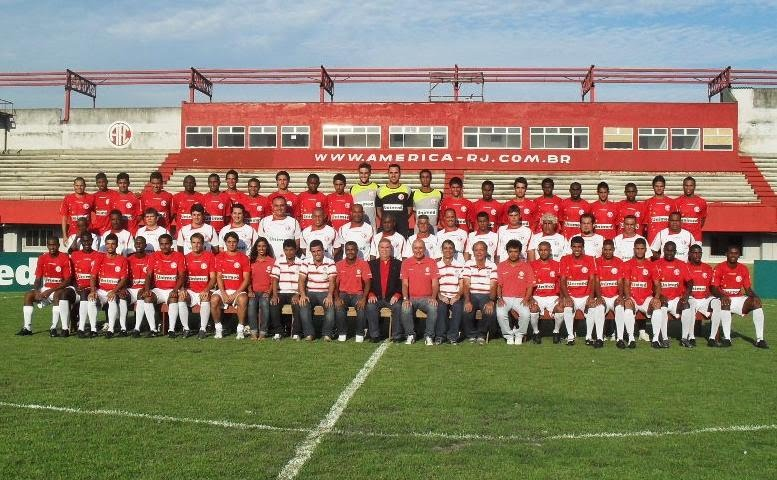
Team van 2009

America Football Club is een Braziliaanse voetbalclub uit Rio de Janeiro.
De club werd opgericht in 1904. In 1908 speelde de club voor het eerst in het Campeonato Carioca, het staatskampioenschap. Vroeger was America een van de sterkere clubs uit Rio, maar intussen is de club nog maar een middenmoter. In 2008, exact honderd jaar na de entree in het staatskampioenschap degradeerde de club voor de eerste keer. Na één seizoen maakte America al een rentree, maar in 2011 volgde een nieuwe degradatie. De club heeft van oudsher een grote rivaliteit met Vasco da Gama, deze wedstrijd wordt de Clássico da Paz genoemd.
De club speelde voor het eerst op nationaal niveau in 1961 in de Taça Brasil en bereikte daar de halve finale, waar ze dan uitgeschakeld werden door Santos. In 1969 en 1970 speelde de club in het Torneio Roberto Gomes Pedrosa, de voorloper van de Série A, die in 1971 van start ging. America was hier een vaste waarde tot 1988, met uitzondering van seizoen 1981. Hierna speelde de club nog in de Série B in 1989, 1991 en de laatste keer in 2000. De club speelde ook elf seizoenen in de Série C, de laatste keer in 2007.
Naast voetbal is de club ook actief in andere sporten zoals basketbal.

## Geschiedenis

### Campeonato Carioca

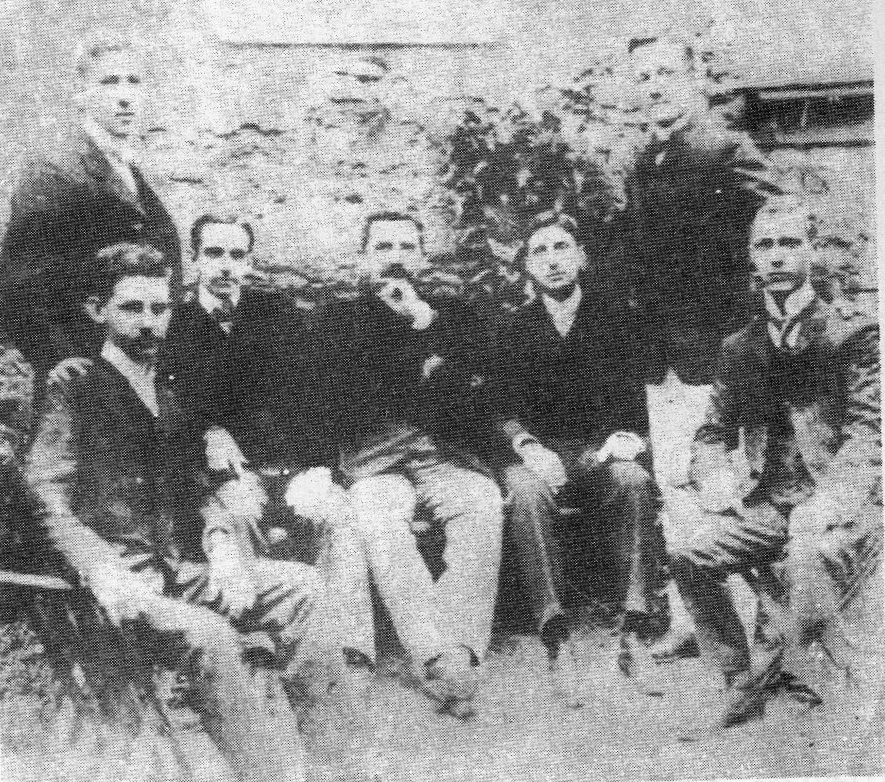
De oprichters: staand: Alberto Klotzbücher, Oswaldo Mohrstedt; zittend van links: Henrique Mohrstedt, Gustavo Bruno Mohrstedt, Alfredo Mohrstedt, Jaime Faria Machado e Alfredo Koehler.

In 1904 werd de voetbalclub Clube Atlético Tijuca ontbonden na een meningsverschil. Enkele oude leden, Alfredo Koehler, Jaime Machado Faria en Oswaldo Mohrstedt, richtten hierop een nieuwe club op, America Football Club. De meeste leden waren van Duitse afkomst. Tot 1906 speelde de club in zwart tenue, daarna rood-zwart tot 1908. De bekende rood-witte tenue draagt de club sinds 1908 dankzij Belfort Duarte, die voor hij bij America speelde bij AA Mackenzie College uit São Paulo speelde, deze club had ook rood-witte clubkleuren.
De club was een van de zes oprichters van de voetbalbond Liga de Futebol do Rio de Janeiro op 20 mei 1905. Deze bond richtte vanaf 1906 het Campeonato Carioca in, het derde kampioenschap in Brazilië op dat moment. In Brazilië kwam er pas in 1959 een grote nationale competitie en de staatskampioenschappen zijn ook hierna altijd blijven bestaan en populair gebleven. America mocht evenwel niet aantreden in de hoogste klasse, maar ging van start in de tweede klasse, waar ze samen met Riachuelo eerste werden. Er werd een finale gespeeld die Riachuelo met 5-1 won. De club maakte haar intrede bij de elite in 1908 toen de club samen met Botafogo tweede werd achter Fluminense. Vele spelers van AA Internacional hadden zich intussen bij America aangesloten waardoor deze club de competitie moest verlaten.
Nadat de club al op verschillende terreinen gespeeld had kregen ze eindelijk een goed terrein in 1911 toen de club fuseerde met Haddock Lobo FC, dat in een financiële crisis verkeerde. De fusieclub zou aanvankelijk Haddock Lobo-America Football Club heten maar dat plan ging uiteindelijk niet door en het bleef America FC waardoor Haddock in principe gewoon opgeslorpt werd door America. Een van de spelers van Haddock was het jonge talent Marcos Carneiro de Mendonça, die in 1914 de allereerste doelman voor het nationale elftal zou worden. America ging op het terrein Campos Sales van Haddock Lobo spelen. De eerste wedstrijd vond er plaats op 27 augustus 1911 tegen Rio Cricket en werd met 3-1 gewonnen. De club werd ook versterkt in 1911 met enkele oud-spelers van Riachuelo die in januari van dat jaar ontbonden werd. Op 12 oktober 1911 speelde de club voor het eerst een interstaatwedstrijd tegen Ypiranga uit São Paulo, het werd 1-1. Op 16 november van dat jaar werd de club uitgenodigd in de stad Belo Horizonte om er tegen Yale AC te spelen, America won met 1-0.
In 1912 was de club ook een van de eerste die met basketbal begon. In 1913 werd de club voor het eerst staatskampioen. Tegen Americano won de club zelfs met 9-1. Na twee plaatsten in de subtop werd in 1916 opnieuw de titel gewonnen. Het volgende seizoen werd de club nog vicekampioen achter Fluminense. In 1921 eindigde de club samen met Flamengo op de eerste plaats. Er werd een finale om de titel gespeeld, die America met 2-1 verloor. In 1922 werd de club wel opnieuw kampioen. De club nam het in de Taça dos Campeões Estaduais Rio-São Paulo op tegen Corinthians. Beide clubs wonnen een wedstrijd en er werd geen winnaar uitgeroepen, omdat America wel de titel gewonnen had en competitie in São Paulo nog bezig was kreeg America wel de titel Campeão do Centenário da Independência do Brasil, ter ere van de 100-jarige onafhankelijkheid van het land. In 1924 werd aan de Rua Campos Sales, waar de club al elf jaar speelde, een stadion gebouwd.
De volgende jaren verliepen een stuk minder goed, pas in 1927 kon de club terug mee aan met een derde plaats, gevolgd door een titel het volgende seizoen. In 1929 speelde de club enkele internationale wedstrijden. Ze verloren tegen het Argentijns voetbalelftal en wonnen tegen Ferro Carril met 5-1. In Uruguay speelde de club 1-1 gelijk tegen het grote Peñarol en er werd zelfs gespeeld tegen de Hongaarse kampioen Ferencváros, ook dit eindigde op een 1-1 gelijkspel. In 1929 deed de club weer helemaal mee voor de titel. De club eindigde samen met Vasco da Gama op de eerste plaats, maar een wedstrijd tegen Botafogo die de club gewonnen had met 1-0 werd door Botafogo betwist en de club moest de wedstrijd herspelen, een verlies of gelijkspel betekende ook dat de titel verloren werd, maar America verpletterde Botafogo met 11-2 en speelde de finale om de titel tegen Vasco. Na twee gelijke spellen won Vasco overtuigend met 5-0 en America greep langs de titel.
In 1930 eindigde de club derde. Doelman Joel de Oliveira Monteiro en middenvelder Hermógenes Fonseca werden geselecteerd om te spelen op het allereerste WK in buurland Uruguay. Een jaar later streed America opnieuw met Vasco da Gama om de titel, net voor het einde van de competitie stond Vasco één punt voor. Vasco verloor met 0-3 van Botafogo terwijl America met 3-1 won van Bonsucesso en zo de titel binnen rijfde. De volgende jaren was de competitie verdeeld en werden er twee competities gespeeld. In 1935 werd de club kampioen met één punt voorsprong op Fluminense. Een jaar later speelde de club de Taça dos Campeões Estaduais Rio-São Paulo tegen Portuguesa uit São Paulo. De club verloor uit met 2-3, maar kon dan thuis twee keer winnen en won de trofee.
De volgende jaren werd de club meer een middenmoter. In 1945 won de club het Torneio Relâmpago, een toernooi met daarin enkel de grootste clubs van Rio, dankzij twee goals van Maneco in de wedstrijd tegen Vasco op de laatste speeldag. Een jaar later kon de club de titel verlengen in het toernooi, maar verloor op de laatste speeldag tegen Fluminense, waardoor Vasco met de titel ging lopen. In het staatskampioenschap eindigde de club enkele keren in de subtop maar maakte geen aanspraak meer op de titel.
In 1949 won de club voor de eerste en enige keer het Torneio Início in de finale tegen Bangu. Datzelfde jaar reisde de club naar Chili, waar ze het nationale elftal versloegen en ook wonnen van Everton en gelijkspeelden tegen Unión Española, de club verloor ook nog eens van deze laatste in een tweede wedstrijd.
In 1950 streed de club tot op de laatste speeldag om de titel met aartsrivaal Vasco dat voor die speeldag één punt meer telde. America had nochtans lange tijd uitzicht op de titel maar na nederlagen tegen Bangu en Botafogo stak Vasco de club voorbij. In een onderlinge confrontatie speelden de clubs voor 121.765 toeschouwers in het inmiddels legendarische Maracanã, dat speciaal voor het WK gebouwd was. Het was de eerste keer dat de titel om het staatskampioenschap in dit stadion beslecht werd. Ademir opende de score al snel voor Vasco, maar Maneco kon gelijkmaken in de 40ste minuut, echter scoorde Ademir in de 74ste minuut de winnende treffer voor Vasco. In 1951 speelde de club in het Maracanã tegen de Engelse teams Arsenal en Portsmouth. Tegen Arsenal won de club op 27 mei met 2-0 voor 20.856 toeschouwers met goals van Dimas en Rubens. Op 8 juni werd Portsmouth met 3-2 verslaan.
Op 18 juli 1951 werd America uitgenodigd om een toernooi te komen spelen in de Uruguayaanse hoofdstad Montevideo. Toen de club daar aankwam, bleek het niet om een toernooi te gaan, maar om een wedstrijd tegen Peñarol met daarin zowat het hele Urugayaanse elftal. Het land wilde zo opnieuw de suprematie bewijzen, een jaar nadat ze wereldkampioen werden en Brazilië vernederden in het drama van Maracanã (Maracanazo). Echter won America de wedstrijd met 3-1. Na enkele mindere seizoenen werd de club opnieuw vicekampioen in 1954 en 1955. In dat laatste seizoen won de club het derde toernooi van het kampioenschap in de finale tegen Fluminense. America trad dan in de finale om de algemene titel aan tegen Flamengo. Na een 1-0 nederlaag won América de terugwedstrijd met 5-1 en kwam er een derde beslissende wedstrijd op 4 april van dat jaar voor bijna 140.000 toeschouwers en verloor deze dan met 4-1. De club nam deel aan Torneio Internacional Charles Miller, een internationaal voetbaltoernooi met daarin de kampioen en vicekampioenen van Rio de Janeiro en São Paulo en de Portugese en Uruguyaanse landskampioen. Op 3 juli 1955 lokte America-Benfica het meeste aantal toeschouwers, 94.642. America werd tweede in het toernooi, achter Corinthians. Later die maand nam de club ook aan een toernooi in Peru deel en won daar van Universitario en Alianza Lima en in de finale van Santos.
De volgende jaren werd de club weer een middenmoter al hadden ze met Canário wel een grote speler in de rangen lopen. Hij maakte in 1959 de overstap van America naar Real Madrid en werd de eerste Braziliaanse speler die de Europacup kon winnen. Na zijn vertrek won de club in 1960 wel voor de laatste keer het Campeonato Carioca. De club stond één speeldag voor het einde één punt voor op Fluminense en beide clubs troffen zich op de laatste speeldag, America won met 2-1 en werd 25 jaar na de vorige titel voor de zevende keer staatskampioen. In 1962 nam de club deel aan de International Soccer League, een toernooi in New York, waaraan twaalf clubs deelnamen. America werd groepswinnaar voor het West-Duitse SSV Reutlingen en won de finale tegen het Portugese Belenenses. In de Challenge Cup, waar de club het moest opnemen tegen de winnaar van het voorgaande jaar, moest America wel het onderspit delven voor AS Dukla Praag. De rest van de jaren zestig kon de club in het Campeonato Carioca geen goede resultaten meer behalen en schommelde meestal rond de vijfde plaats. In 1967 werd in het Maracanã het Torneio Governador Negrão de Lima georganiseerd. America won tegen Vasco, Huracán uit Buenos Aires en Nacional uit Montevideo en was de laureaat.
De club bleef in het staatskampioenschap aanmodderen tot in 1974 de Taça Guanabara gewonnen werd, een toernooi in het kampioenschap. Hierdoor kwalificeerde de club zich voor de superronde met Flamengo en Vasco, maar moest hier het onderspit delven. Het volgende seizoen eindigden America en Fluminense samen eerste in de Taça Guanabara, de beslissende wedstrijd om de titel werd opnieuw door meer dan 100.000 toeschouwers bijgewoond en werd gewonnen door Fluminense. Enkele grote spelers uit deze tijd waren Luizinho Lemos en Alex.
Na weer enkele jaren in de middenmoot eindigde de club in 1981 op de tweede plaats in de Taça Guanabara, met slechts één punt achterstand op Flamengo, in de volgende twee toernooien zakte de club echter weg. Het volgende seizoen won de club de Taça Rio en plaatste zich zo nog eens voor de finaleronde om de titel, met Vasco en Flamengo, maar verloor beide wedstrijden. Ook in 1983 deed de club het goed met een tweede en derde plaats in de toernooien en een tweede plaats in de algemene stand, echter mocht de club niet naar de finaleronde, Luizinho werd dat jaar wel topschutter. Doordat sinds 1979 ook de clubs uit de rest van de staat Rio de Janeiro in de competitie speelden werd de concurrentie groter en groter voor América en de club verzeilde de volgende jaren in de lagere middenmoot. In 1999 moest de club zelfs eerst een kwalificatie spelen om deel te mogen nemen aan het eigenlijke kampioenschap, de club weigerde dit en alle wedstrijden werden als een 0-2 nederlaag geteld. Dit was dus eigenlijk het eerste seizoen sinds 1908 dat de club niet effectief in het Campeonato Carioca speelde. In 2005 kon de club maar net een degradatie vermijden. Het volgende seizoen verliep opmerkelijk beter. De club won zijn groep in de Taça Guanabara, voor Botafogo en plaatste zich voor de halve finale, waarin Cabofriense na strafschoppen uitgeschakeld werd. In de finale trof de club Botafogo en werd met 3-1 verslagen. Ook in de Taça Rio was de club groepswinnaar en in de halve finale werd de club verslagen door Americano. In de totaalstand eindigde de club op een derde plaats, het beste resultaat sinds 1983. Ook in 2007 plaatste de club zich voor de halve finale van de Taça Guanabara en werd daar verslagen door Madureira. De heropleving was van korte duur want het volgende seizoen eindigde de club laatste en voorlaatste in de toernooien waardoor America voor het eerst in honderd jaar degradeerde.
In de tweede klasse werd America overtuigend kampioen met veertien punten voorsprong op de nummer twee, Olaria. Voormalig wereldkampioen Romário speelde één wedstrijd voor de club dat jaar als eerbetoon aan zijn overleden vader, die fan was van de club. Bij de terugkeer in de hoogste klasse eindigde de club telkens in de middenmoot, maar in 2011 werd de club opnieuw twee keer laatste en degradeerde opnieuw. In de tweede klasse werd de club al in de eerste fase uitgeschakeld waardoor een onmiddellijke terugkeer er nu niet in zat. In 2013 ging het beter en de club plaatste zich voor de superfinale met Cabofriense en Bonsucesso, maar werd daar uiteindelijk derde. In 2014 eindigde de club slechts op een elfde plaats. In 2015 was het dan eindelijk raak, de club eindigde tweede achter Portuguesa en promoveerde zo terug naar de klasse waar het thuis hoorde. De terugkeer was echter maar van korte duur, America eindigde laatste en degradeerde weer. America kon meteen terug promoveren, maar de competitie was inmiddels gewijzigd en de promovendi speelden met de vier laagst geklasseerden van het jaar ervoor eerst een voorronde, waarvan enkel de top twee zich kwalificeerde voor de hoofdtoernooien. America slaagde hier niet in en degradeerde zelfs terug, waardoor de club nog datzelfde jaar terug in de tweede klasse aan de slag kon, waar de competitie pas in mei begon. In 2018 werd de club opnieuw kampioen.

### Nationale reeksen
Sinds 1959 was er ook nationaal voetbal in Brazilië met de Taça Brasil. Door de staatstitel in 1960 mocht de club aantreden in de editie van 1961. America schakelde onder andere Cruzeiro en Palmeiras uit en plaatste zich voor de halve finale, waarin ze van Santos verloren. Het volgende nationale optreden kwam er in 1969 in het Torneio Roberto Gomes Pedrosa, dat in 1967 begonnen was als tegenhanger van de Taça en ook een landskampioen afleverde. In dit toernooi mochten niet alle staatskampioenen deelnemen, maar enkel de grote clubs uit de grote competities. America trad aan in 1969 en eindigde vierde in zijn groep op acht clubs. Speler Edu werd wel topschutter van de competitie. In 1970 werd de club laatste.
In 1971 ging de Série A van start. Tot eind jaren tachtig mochten hier vele clubs aan deelnemen en was het aantal niet beperkt tot 20 zoals dat vandaag de dag is. In het eerste seizoen schaarde America zich bij de laatste twaalf, maar werd dan uitgeschakeld. In 1975 werd de club in de eerste fase groepswinnaar voor Coritiba en kon zich daarna ook voor de derde fase plaatsen, maar eindigde daar op één puntje van de finaleronde. Ook in 1977 en 1978 wist de club zich ook voor de derde fase te plaatsen. In 1979 werd de club al in de tweede fase uitgeschakeld, maar leverde met César wel de topschutter van competitie af. De voetbalbond organiseerde in 1982 het Torneio dos Campeões, met daarin alle winnaars en vicekampioenen van de nationale competities sinds 1959. Er voldeden 17 clubs aan deze criteria en om er 18 clubs van te maken werd America uitgenodigd om ook deel te neme. America plaatste zich voor de kwartfinales, waarin Atlético Mineiro verslagen werd. In de halve finale werd dan Portuguesa verslagen en de club plaatste zich voor de finale tegen Guarani die met 2-1 gewonnen werd.
In 1983 werd de club groepswinnaar in de eerste fase voor Atlético Mineiro en in de tweede fase voor Grêmio, in de derde fase werd de club echter laatste. Datzelfde jaar speelde de club ook een toernooi in het Spaanse Tarragona, waaraan onder andere Valencia en Espanyol deelnamen. America bereikte de finale en won deze van het Schotse Dundee United.
Ook het volgende seizoen overleefde de club twee fases en werd opnieuw laatste in de derde groepsfase. Na een mislukt seizoen bereikte de club een van de hoogtepunten in de clubgeschiedenis in 1986 door de halve finale om de titel te bereiken, waarin ze nipt verslagen werden door São Paulo. Deze vierde plaats is de beste in Série A. Het volgende seizoen volgde een anticlimax, de competitie werd drastisch ingeperkt en traditieclubs Botafogo en Coritiba mochten niet deelnemen aan de competitie. Zij gingen naar de rechtbank, waarop ook andere clubs hun kans waagden. Er werden uiteindelijk twee toernooien gespeeld, de groene en gele groep. America werd niet in de groene groep met de sterkste teams ingedeeld en weigerde om in de gele groep te spelen, waardoor alle wedstrijden als een 0-1 nederlaag aangerekend werden. Door de forse inperking van clubs werd de concurrentie moordend, de stad Rio de Janeiro had zes clubs in de Série A en dat op een aantal van 24. In 1988 degradeerden zowel America als Bangu, beide clubs zouden nooit meer terugkeren naar de Série A.
De club speelde het volgende seizoen in de Série B, waar de club in 1981 en 1982 ook al enkele wedstrijden speelde, maar later ook gewoon in de Série A aantrad. De club werd groepswinnaar en plaatste zich voor de tweede fase, die in knockout-systeem beslecht werd. De club werd uitgeschakeld door XV de Piracicaba. Het volgende seizoen moest de club zelfs in de Série C aantreden en werd daar slechts derde in zijn groep. Door een forse uitbreiding van de Série B keerde de club daar terug in 1991, maar eindigde slechts 47ste op 64 clubs.
De volgende twee seizoenen speelde de club geen nationaal voetbal. Pas in 1994 speelde de club weer in de Série C en werd daar in de tweede fase uitgeschakeld. In 1995 was er een gelijkaardig scenario en in 1996 speelde America opnieuw geen nationaal voetbal. In 1997 werd de club snel uitgeschakeld en in 1998 bereikte de club de derde fase, waarin ze uitgeschakeld werden door Anapolina. Nadat in 1999 opnieuw geen nationaal voetbal gespeeld werd deed de club in 2000 wel weer mee. Dit jaar werd de Copa João Havelange gespeeld, deze werd georganiseerd na vele onenigheden tussen clubs. America mocht in de gele module spelen, die gelijkgesteld werd met de Série B en de club werd tiende. Tot 2007 speelde de club, met uitzondering van seizoen 2005 nog in de Série C. De club werd telkens in de eerste ronde uitgeschakeld, behalve in 2007 toen de club nog eens de derde groepsfase bereikte. Na de invoering van de Série D kon de club zich enkel hier nog voor plaatsen. In 2010 werd de club in de eerste ronde uitgeschakeld, hierna kon de club zich niet meer plaatsen voor de competitie, doordat ze in de staatscompetitie weggezakt zijn naar de tweede klasse.

## Erelijst
Torneio dos Campeões
1982
Taça dos Campeões Estaduais Rio-São Paulo
1936
Campeonato Carioca
1913, 1916, 1922, 1928, 1931, 1935, 1960
Torneio Relâmpago
1945
International Soccer League
1962

## Bekende spelers
- Abel
- Canário
- Alex Kamianecky
- Aymoré Moreira
- Marcos Carneiro de Mendonça
- Belfort Duarte
- Bráulio
- Danilo Alvim
- Djalma Dias
- Edu
- Ivo Wortman
- Jorginho
- Luizinho Lemos
- Robert da Silva Almeida
- Maurício
- Maneco
- Romário
- Somália